# Karidja Touré
Pour les articles homonymes, voir Touré.
Karidja Touré, née le 14 février 1994 à Bondy, est une actrice française.

## Biographie
Karidja Touré grandit dans le 15e arrondissement de Paris.
Karidja Touré est en première année de BTS assistant-manager quand elle se fait repérer à la Foire du Trône alors qu'elle se baladait avec des amis. Âgée de 18 ans, elle obtient le premier rôle de Bande de filles, le troisième long-métrage de la réalisatrice Céline Sciamma, elle y interprète Marieme, dite « Vic ». En 2015, elle est nommée au César du meilleur espoir féminin.
Après un second rôle dans le road movie Skokan de Petr Václav, qui suit un jeune délinquant rom dans jusqu'au Festival de Cannes, elle a de nouveau un des premiers rôles dans la comédie La Colle d'Alexandre Castagnetti, sortie en juillet 2017. La même année, elle tient un petit rôle dans la comédie dramatique Ce qui nous lie de Cédric Klapisch sorti en juin 2017. Elle joue le rôle d'une vendangeuse bretonne : « Cela aurait pu être une jeune fille blanche, mais Cédric Klapisch s'est dit “je vais prendre Karidja Touré car peu importe”. »
En 2018, elle participe à l'ouvrage collectif Noire n'est pas mon métier : « Quand je voulais me lancer dans le cinéma, à l'adolescence, je savais que si on recherchait une jeune fille de 13-14 ans sans préciser de type africain, ce n'était pas pour moi, mais pour une jeune fille blanche, caucasienne. On se sent exclue. »

### Vie privée
Elle a un petit frère et une grande sœur.

## Filmographie

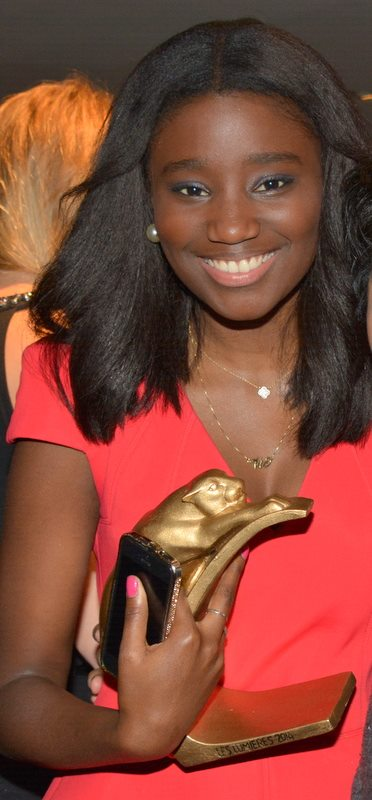
Karidja Touré à la cérémonie des prix Lumières 2015.

Sauf indication contraire, les informations mentionnées dans cette section peuvent être confirmées par les bases de données cinématographiques IMDb et Allociné,  présentes dans la section « Liens externes ».

### Cinéma

#### Longs métrages
- 2014 : Bande de filles de Céline Sciamma : Marieme, alias « Vic »
- 2017 : Sage Femme de Martin Provost : la patiente Madame Naja
- 2017 : La Colle d'Alexandre Castagnetti : Leila
- 2017 : Ça ira mieux là-bas (Skokan) de Petr Václav
- 2017 : Ce qui nous lie de Cédric Klapisch : Lina
- 2018 : Tamara Vol.2 d'Alexandre Castagnetti : Naima
- 2018 : Au bout des doigts de Ludovic Bernard : Anna
- 2019 : Versus de : Camille, la cousine d'Achille
- 2019 : L'Échappée de Mathias Pardo : Morgane
- 2020 : Tout nous sourit de Mélissa Drigeard : Yseult
- 2022 : Ima de Nils Tavernier : Ima
- 2024 : Karmapolice de Julien Paolini : Pauline
- 2024 : Don't Let the Sun (Catch You Crying) de Jacqueline Zünd : Ana

#### Court métrage
- 2017 : The Adventures of Selika de Sybil H. Mair : Selika Lazevski[9]

### Télévision
- 2022 : Drôle (série télévisée), deux épisodes : Aminata, la Sœur d'Aïssatou

### Clips
- 2015 : Jeune de Louane[10]
- 2020 : Jolie nana d'Aya Nakamura[11]

## Théâtre
- 2019 : Les Justes d'Albert Camus, mise en scène d'Abd Al Malik, théâtre du Châtelet
- 2021 : Une mort dans la famille d'Alexander Zeldin, mis en scène par Alexander Zeldin, théâtre de l'Odéon

## Publication
- « Un rêve de cinéma », in Aïssa Maïga (dir.), Noire n'est pas mon métier, Paris, Éditions du Seuil, 3 mai 2018, 128 p. (ISBN 978-2-02-140119-6)

## Distinctions
Sauf indication contraire, les informations mentionnées dans cette section peuvent être confirmées par les bases de données cinématographiques IMDb et Allociné,  présentes dans la section « Liens externes ».

### Récompenses
- Grand Prix Elle Cinéma 2014 : Révélation de l'année pour Bande de filles[12]
- Chlotrudis Awards 2016 : meilleure actrice pour Bande de filles

### Nominations
- Prix Lumières 2015 : meilleur espoir féminin pour Bande de filles
- Césars 2015 : meilleur espoir féminin pour Bande de filles
- Black Reel Awards 2016 : meilleure actrice dans un film pour Bande de filles